# Urmai Gábor
Urmai Gábor (Várpalota, 1967. február 12. –) magyar színművész.

## Életpályája
1967-ben született Várpalotán. Édesapja Urmai József közgazdász, édesanyja Zsigmond Gabriella művelődésszervező. A budapesti Vörösmarty Mihály Gimnáziumban érettségizett. Később nyomdaipari végzettséget szerzett, majd a Gór Nagy Mária Színitanoda tanulója volt. Színházi pályafutását a budapesti Arizona Színházban kezdte 1990-ben, majd 1993-tól 10 esztendőn át a Soproni Petőfi Színházban játszott. Később a Centrál Színházban és a budaörsi Latinovits Színházban is játszott. 2015-től a nyíregyházi Móricz Zsigmond Színház tagja. Játékmesterként is tevékenykedik. 2022 óta pedig vers- és prózamondást is tanít a nyíregyházi Művészeti Középiskolában.

## Főbb színházi szerepei
- Fésűs Éva: A palacsintás király (Tóbiás, a palacsintás király) - 2015/2016
- Taurin trauma (Szereplő) - 2015/2016
- Rákos Péter - Bornai Tibor: A mumus (Apa) - 2015/2016
- Orbók Attila: Nem válok el! (Hamvay Zsolt, földbirtokos) - 2014/2015
- Friedrich Schiller: Ármány és szerelem (Komornyik, a hercegi udvarból) - 2014/2015
- Molière: A képzelt beteg (Purgó, orvos) - 2013/2014
- Ízlések és pofonok (Szereplő) - 2013/2014
- Deák Tamás: Sárkánytivornya (Veszti) - 2013/2014
- Pierre Barillet - Jean Pierre Grédy - Nádas Gábor - Szenes Iván: A kaktusz virága (Chochet úr, a betege) - 2013/2014
- Fehér Klára: Mi, szemüvegesek (Orvos, Fagyis) - 2012/2013
- Szabó T. Anna - Dés András: Borsószem és a többiek (Mesélő) - 2012/2013
- Egressy Zoltán: 4X100 (Dali, 55. gyúró) - 2011/2012
- Tamási Áron: Énekes madár (Katolikus pap, Boszorkány, Egy vénasszony, Dobos ember, Boszorkány, I. Vénasszony, Dobos ember) - 2011/2012
- Alexander Breffort - Márguerite Monnot: Irma, te édes! (Mimóza) - 2010/2011
- Szabó T. Anna: A fűszermadár (Sámán, Kereskedő I.) - 2010/2011
- Jean-Paul Sartre: Az Ördög és a Jóisten (Nasty) - 2009/2010
- Michael Stewart: Szeretem a feleségem (Harvey) - 2009/2010
- Pierre Augustin Caron de Beaumarchais: Figaro házassága (Don Gusmi de Gusman, bíró) - 2009/2010
- Woody Allen: Semmi pánik (Bashír szultánja) - 2007/2008
- Jonathan Wood - Fred Farelli: Démonológia (Polidori) - 2006/2007
- Baráthy György: Szemfényfesztés (Lady Sschmuck ) - 2006/2007
- Anthony Marriott - Alistair Foot: Csak semmi szexet, kérem, angolok vagyunk! (Arnold Needham) - 2005/2006
- Neil Simon - Burt Bacharach: Legénylakás (Eichelberger) - 2005/2006
- William Shakespeare: Vízkereszt, vagy amit akartok (Antonio, tengerészkapitány, Sebastian oltalmazója) - 2004/2005
- Ödön von Horváth: Mit csinál a kongresszus? (Százados) - 2004/2005
- Agatha Christie: Tíz kicsi néger (Fred Narracot) - 2004/2005
- Pierre Augustin Caron de Beaumarchais: Figaro házassága (Du Marek ) - 2004/2005
- Cs. Szabó István: Két kicsi hód (Rendőr) - 2004/2005
- Pierre Augustin Caron de Beaumarchais: Figaro házassága (Du Marek ) - 2003/2004
- William Shakespeare: Tévedések vígjátéka (Kereskedő ) - 2003/2004
- Bargagli Girolamo: A zarándoknő (Servilio, Cassandro szolgája) - 2002/2003
- Alphonse Allais: Horgász a pácban (Parju, Bluette) - 2002/2003
- Karinthy Márton: Lassú felmelegedés (Bunyós) - 2002/2003
- Cs. Szabó István: Két kicsi hód (Rendőr) - 2002/2003
- Heinrich Böll: Katharina Blum elveszett tisztessége (Taxis) - 1991/1992

## Filmes és televíziós szerepei
- A mi kis falunk (2024)
- Valami Amerika (2023)
- Pepe (2023)
- Drága örökösök – A visszatérés (2023–2024)
- A Király (2022)
- Oltári történetek (2022)
- Elk*rtuk (2021)
- Mintaapák (2021)
- Drága örökösök (2019–2020)
- Ízig-vérig (2019)
- Korhatáros szerelem (2018)
- A merénylet (2018)
- Válótársak (2018)
- Pappa Pia (2017)
- Inferno (2016)
- Hacktion: Újratöltve (2013)
- Munkaügyek (2013)
- Barátok közt (2010)
- Diplomatavadász (2010)
- Presszó (2008)
- Tűzvonalban (2007)
- 56 csepp vér (2006)
- De kik azok a Lumnitzer nővérek? (2006)
- Jóban rosszban (2005, 2012-2013)
- Kisváros (1996-2001)
- Sacra Corona (2001)
- Az öt zsaru (1998-1999)
- Ámbár tanár úr (1998)
- Zimmer Feri (1998)
- Szomszédok (1995)
- Sose halunk meg (1993)
- Privát kopó (1992)
- Família Kft. (1991-1992)
- Hamis a baba (1991)